# Franz Čupik
Franz Čupik (29. prosince 1897, Jemnice – 18. července 1962, Nürtingen) byl český obchodník a archeolog.

## Biografie
Franz Čupik se narodil v roce 1897 v Jemnici, bojoval v první světové válce a byl zraněn a při léčení se z poranění plic se začal zajímat o archeologické výzkumy jeskyní na Moravě, první impulsy pro archeologické výzkumy mu dal Jan Knies. Po válce působil jako obchodní zástupce a už v letech 1922 a 1924 provedl první výzkumy v jeskyních Pekárna a Býčí skála, tam spolupracoval s Hugo Wallochem, Hansem Dierlem a R. Zapomnělem. V roce 1924 se spojil i Karlem Schmirsmeisenem a bratry Czižkovými a společně v Býčí skále pátrali dál. Později vznikly spory mezi badateli a výzkumy tak musely být ukončeny, sbírky Franze Čupika byly následně vykoupeny Moravským zemským muzeem. Později se Franz Čupik přesunul do jeskyně Pekárna, kde nadále opět prováděl archeologický výzkum, ale ten mu byl opět zakázán a v Pekárně nadále zkoumal pouze Karel Absolon. Kolem roku 1930 se Franz Čupik stal ředitelem továrny na sladkosti v Brně. Na počátku 30. let se také začal soudit s Karlem Absolonem po několika dílčích sporech. V roce 1945 byl nuceně odsunut do Německa. Jeho sbírky pak byly předány Moravskému zemskému muzeu.